# George Samouelle
George Samouelle (ca. 1790 – 1846) was een Brits zoöloog.
Over het leven van Samouelle is niet veel bekend. Voordat hij als curator kwam te werken in het Natural History Museum in Londen was hij boekverkoper voor de firma Longmans & Co. Hij kwam bij het museum op hetzelfde moment als William Elford Leach, die hem vanaf het begin met veel dingen zou hebben geholpen. Toen Leach het museum verliet volgde Samouelle hem op. In 1840, na verwaarlozing van zijn werk, dronkenschap, het beledigen van zijn superieuren, en bij een gelegenheid, het moedwillig verwijderen van de etiketten van Adam White's museumexemplaren, werd Samouelle ontslagen. Vijf jaar daarna overleed hij.

## Publicaties
- A nomenclature of British Entomology, or a catalogue of above 4000 species of the Classes Crustacea, Myriapoda, Spiders, Mites and insects intended as labels for cabinets of Insects, etc., alphabetically arranged, Londen, 1819
- The Entomologist's Useful Compendium; or an introduction to the knowledge of British Insects (...), Londen, 1819
- General Directions for collecting and Preserving Exotic Insects and Crustacea, Londen, 1826
- The Entomological Cabinet, een tijdschrift voor entomologen waarvan maar twee uitgaven verschenen. (1832)

## Taxa
Zijn boek, A nomenclature of British Entomology... dat met hulp van Leach tot stand kwam en dieren uit de collectie 
van het Natural History Museum beschreef, bevatte vele beschrijvingen van tot dan toe onbekende soorten.
Een aantal door Samouelle beschreven taxa zijn: 
- Majidae (spinkrabben), Pilumnidae en Leucosiidae families uit de infraorde krabben (Brachyura).
- Galatheoidea, een superfamilie van tienpotige kreeftachtigen.
- Cyclops geoffroyi, een eenoogkreeftjessoort uit de familie van de Cyclopidae).
- Demetrias monostigma, (De eenstippige loopkever), een keversoort uit de familie van de loopkevers (Carabidae)

Een aantal dieren is naar hem vernoemd, zoals : 
- Heteronemia samouellei, een insect uit de orde Phasmatodea en de familie Heteronemiidae.
- Diabrotica samouella, een keversoort uit de familie bladhaantjes (Chrysomelidae)

- International Standard Name Identifier: 0000 0003 9798 0887
- Library of Congress Control Number: nb2009004750
- Nationale Bibliotheek van Israël: 987007324468905171
- Nederlandse Thesaurus van Auteursnamen: 162653646
- Système universitaire de documentation: 192273833
- Virtual International Authority File: 76658517
- WorldCat: E39PBJxCt699HrHxq8JyG7ttKd